# Mercedes-Benz O 2600
Le Mercedes-Benz 0 2600 est un autobus lancé par Daimler-Benz AG en 1935. Au Salon international de l’automobile de Berlin du 14 au 24 février 1935, la LO 2600 a été présentée. Pour réduire les coûts, le châssis semi-bas LO a été développé sur lequel les camions, les carrosseries spéciales et les bus ont été basés. Comme les châssis ont souvent été construits par des sociétés externes, il n’est guère possible de ventiler les statistiques de production par camion ou par bus. En raison des caisses mobiles utilisées à l’époque, les véhicules étaient utilisés à la fois comme camions ou, selon les besoins, comme bus. Cela complique encore plus la rupture. Dans le cas des bus, le moteur diesel l’a emporté plus rapidement que dans le cas des camions, comme le montrent le nombre total de statistiques. Une étape importante dans le développement des bus à partir de 1930 a été la carrosserie en acier. Cela a permis d’augmenter la sécurité des passagers mais aussi de réduire les coûts de fabrication. Cependant, lorsque le nombre d’autobus a considérablement augmenté, la construction mixte de bois et d’acier a été utilisée à nouveau pendant un certain temps. Sa fabrication pris fin en 1940.

## Production O 2600
| Année                                        | 1935 | 1936 | 1937 | 1938 | 1939 | 1940 | 1941 | total |
| -------------------------------------------- | ---- | ---- | ---- | ---- | ---- | ---- | ---- | ----- |
| O 2600 Moteur à benzin                       |      |      |      |      |      |      |      | 46    |
| O 2600 Moteur diesel                         |      |      |      |      |      |      |      | 1455  |
| O 2600 Moteur GPL                            |      |      |      |      |      |      |      | 30    |
| Nombre total de camions et d’autobus Typ L60 | 1148 | 1596 | 1263 | 2259 | 1995 | 235  | 8    |       |